# Andrew Garfield
Andrew Russell Garfield (* 20. August 1983 in Los Angeles, Kalifornien) ist ein US-amerikanisch-britischer Schauspieler.

## Leben
Garfield wurde als Sohn eines Amerikaners und einer Britin in Los Angeles geboren. Die Familie zog nach Großbritannien, als Garfield drei Jahre alt war; er wuchs in Epsom in Surrey, England, auf. Nach seinem Abschluss an der Londoner Central School of Speech and Drama begann Garfield als Theaterschauspieler tätig zu werden. Im Jahr 2004 erhielt er als bester Newcomer den Manchester Evening News Theatre Award für seinen Auftritt im Theaterstück Kes am Royal Exchange Theatre in Manchester. Im Jahr 2007 wurde er bei den Evening Standard Theatre Awards 2006 mit dem Milton Shulman Award als bester Newcomer ausgezeichnet.
Im Jahr 2007 engagierte ihn Robert Redford für die Rolle eines Studenten im Film Von Löwen und Lämmern. Im Jahr 2008 wurde er mit dem BAFTA Film Award für seine darstellerische Leistung im TV-Film Boy A ausgezeichnet; im selben Jahr übernahm er die Rolle des Anton in Terry Gilliams Fantasyfilm Das Kabinett des Doktor Parnassus, wo er an der Seite von Heath Ledger, Christopher Plummer und Lily Cole spielte.
In dem mit dem Golden Globe Award ausgezeichneten Film The Social Network, in dem es um die Entstehungsgeschichte des sozialen Netzwerks Facebook geht, verkörpert er den Mitbegründer Eduardo Saverin. Seine Darstellung brachte ihm unter anderem 2011 eine Nominierung für den Golden Globe Award als bester Nebendarsteller ein.
Garfield spielte in The Amazing Spider-Man (2012), dem ersten Teil eines Neustarts der Spider-Man-Filme, die Rolle des einst von Tobey Maguire verkörperten Superhelden. Diese Rolle verkörperte er auch 2014 in dessen Fortsetzung The Amazing Spider-Man 2: Rise of Electro.
2013 gab der US-amerikanische Regisseur Martin Scorsese bekannt, dass er Garfield für die Hauptrolle des portugiesischen Paters Sebastião Rodrigues der Jesuiten für sein Passionsprojekt Silence einsetzen werde. Das 2016 erschienene Drama stellt eine Adaption des gleichnamigen Romans Schweigen von dem preisgekrönten japanischen Schriftsteller Endō Shūsaku dar. Neben Garfield waren unter anderem noch Liam Neeson und Adam Driver zu sehen.
2016 spielte Garfield die Hauptrolle in Mel Gibsons Kriegsdrama Hacksaw Ridge – Die Entscheidung. Seine Darstellung des Soldaten Desmond T. Doss brachte ihm 2017 seine erste Oscar-Nominierung sowie eine Nominierung in der Kategorie Bester Hauptdarsteller bei den Screen Actors Guild Awards 2017 ein.
Im Jahr 2021 spielte Garfield erneut Spider-Man in Spider-Man: No Way Home an der Seite von Tom Holland und Tobey Maguire. Im selben Jahr übernahm er die Hauptrolle des ehrgeizigen Musical-Komponisten Jonathan Larson in dem Musicalfilm Tick, Tick… Boom!. Dies brachte ihm bei den Golden Globe Awards 2022 den Preis für die Beste Hauptrolle in einem Musical oder Komödie ein.

## Privatleben
Von 2008 bis 2011 war er mit Shannon Woodward liiert. Anschließend war er von 2011 bis Mitte 2015 mit seiner Schauspielkollegin Emma Stone in einer Beziehung. Im November 2021 kamen Gerüchte auf, er wäre mit dem Model Alyssa Miller liiert. Bei den SAG Awards im März 2022 tauchten sie gemeinsam auf und machten so ihre Beziehung bekannt.

## Filmografie (Auswahl)
- 2005: Mumbo Jumbo (Kurzfilm)

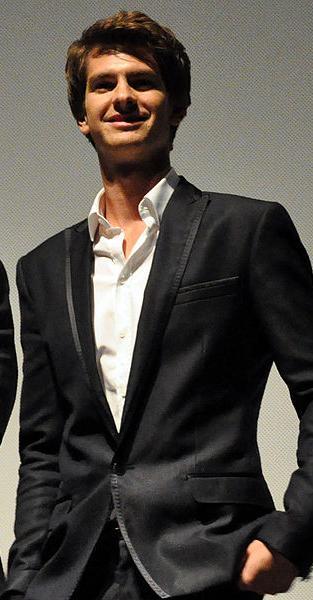
Andrew Garfield (2009)

- 2005: Sugar Rush (Fernsehserie, 5 Episoden)
- 2006: Simon Schama’s Power of Art (Fernsehserie, Episode 1x01)
- 2007: Der Preis des Verbrechens (Trial & Retribution, Fernsehserie, Episode 10x03)
- 2007: Freezing (Fernsehserie, Episode 1x01)
- 2007: Doctor Who (Fernsehserie, Episoden 3x04 und 3x05)
- 2007: Boy A
- 2007: Von Löwen und Lämmern (Lions for Lambs)
- 2008: Die Schwester der Königin (The Other Boleyn Girl)
- 2009: Yorkshire Killer (Red Riding)
- 2009: Das Kabinett des Doktor Parnassus (The Imaginarium of Doctor Parnassus)
- 2009: Air (Kurzfilm)
- 2010: I’m Here (Kurzfilm)
- 2010: Alles, was wir geben mussten (Never Let Me Go)
- 2010: The Social Network
- 2012: The Amazing Spider-Man
- 2014: The Amazing Spider-Man 2: Rise of Electro (The Amazing Spider-Man 2)
- 2014: 99 Homes – Stadt ohne Gewissen (99 Homes)
- 2016: Hacksaw Ridge – Die Entscheidung (Hacksaw Ridge)
- 2016: Silence
- 2017: Solange ich atme (Breathe)
- 2018: Under the Silver Lake
- 2020: Mainstream
- 2021: The Eyes of Tammy Faye
- 2021: Tick, Tick… Boom!
- 2021: Spider-Man: No Way Home
- 2022: Mord im Auftrag Gottes (Under the Banner of Heaven, Miniserie, sieben Folgen)
- 2024: We Live in Time

## Theaterauftritte (Auswahl)
- 2004: Mercy – Rolle: Deccy (Soho Theatre)
- 2004: Kes – Rolle: Billy (Manchester Royal Exchange)
- 2005: Romeo und Julia – Rolle: Romeo (Manchester Royal Exchange)
- 2006: Beautiful Thing – Rolle: Jamie (Sound Theatre)
- 2012: Death of a Salesman – Rolle: Biff (Barrymore Theatre)
- 2013: Sex and the City – Rolle: Smith (King’s Theatre, Glasgow)
- 2017: Angels in America – Rolle: Prior Walter (National Theatre, London)
- 2018: Angels in America – Rolle: Prior Walter (Neil Simon Theatre, New York City)

## Auszeichnungen
Oscar
- 2017: Nominierung als bester Hauptdarsteller für Hacksaw Ridge – Die Entscheidung
- 2022: Nominierung als bester Hauptdarsteller für Tick, Tick… Boom!

Golden Globe Award
- 2011: Nominierung als bester Nebendarsteller für The Social Network
- 2017: Nominierung als bester Hauptdarsteller – Drama für Hacksaw Ridge – Die Entscheidung
- 2022: Bester Hauptdarsteller – Komödie oder Musical für Tick, Tick… Boom!
- 2023: Nominierung als bester Hauptdarsteller – Miniserie, Anthologie-Serie oder Fernsehfilm für Mord im Auftrag Gottes

Primetime Emmy Award
- 2022: Nominierung als bester Hauptdarsteller – Miniserie oder Fernsehfilm in Mord im Auftrag Gottes

Screen Actors Guild Award
- 2011: Nominierung für das beste Schauspielensemble für The Social Network
- 2017: Nominierung als bester Hauptdarsteller für Hacksaw Ridge – Die Entscheidung
- 2022: Nominierung als bester Hauptdarsteller für Tick, Tick… Boom!

British Academy Film Award
- 2011: Nominierung für den Rising Star Award
- 2011: Nominierung als bester Nebendarsteller für The Social Network
- 2017: Nominierung als bester Hauptdarsteller für Hacksaw Ridge – Die Entscheidung

British Academy Television Award
- 2008: Bester Hauptdarsteller für Boy A

Tony Award
- 2012: Nominierung als bester Nebendarsteller für Tod eines Handlungsreisenden
- 2018: Bester Hauptdarsteller für Angels in America

Zurich Film Festival
- 2017: Golden Eye Award